# Federico Petrucci (vescovo)

Stemma della famiglia Petrucci.

Federico Petrucci (Siena, ... – dopo il 1543) è stato un vescovo cattolico italiano.

## Biografia
Appartenente alla nobile famiglia dei Petrucci, che dal 1487 al 1524 aveva conosciuto il proprio apogeo con la signoria sulla Repubblica di Siena, Federico era quindi un patrizio senese, figlio di Alessandro Petrucci.
Avviatosi alla vita ecclesiastica, nel 1513 Federico Petrucci divenne protonotario apostolico. Il 27 agosto 1529 fu nominato vescovo di Gallipoli da papa Clemente VII, di cui era cubiculario, succedendo al dimissionario Girolamo Munoz, abate basiliano di Squillace. Distintosi come uomo di vasta erudizione ed incline alla pietà, Federico Petrucci si dimise dall'incarico nel 1536 e fu sostituito dal genovese Pelegno Cibo.
In alcune fonti l'anno della morte di Federico Petrucci viene fatto corrispondere a quello della sua rinuncia al soglio vescovile. Tuttavia, un documento conservato presso l'Archivio di Stato di Siena, datato 28 luglio 1543, contiene un mandato di esecuzione inviato dal cardinale Antonio Pucci allo stesso Federico Petrucci, nominato giudice delegato insieme all'arcidiacono del duomo di Siena e al canonico Sinolfo Petrucci.

## Genealogia episcopale
La genealogia episcopale è:
- Vescovo Giovanni Battista Bonciani
- Vescovo Federico Petrucci